# Kongo i olympiska sommarspelen 1984
Folkrepubliken Kongo deltog i de olympiska sommarspelen 1984 med en trupp bestående av 10 deltagare, men ingen av landets deltagare erövrade någon medalj.

## Friidrott
Herrarnas 400 meter
- Jean Didace Bemou
  - Heat — 46,26 (→ gick inte vidare)